# Chilcotin
Il Chilcotin è un fiume del Canada che scorre nella Columbia Britannica. È un tributario del Fraser.